# Памятная медаль 3-го Великого совета Мэнцзяна
Памятная медаль 3-го Великого совета Мэнцзяна — медаль Автономного правительства Объединённых монгольских аймаков (позже - Мэнцзян), учреждённая 1 июля 1938 года. Медалью награждались участники 3-го Великого совета Мэнцзяна. Медали, судя по качеству изготовления, были сделаны, либо в самом Мэнцзяне, либо в Китае.

## Описание награды
Медаль имеет форму правильного круга, диаметром 32 мм. Медаль сделана в посеребрённом металле. На эмалированном аверсе нарисован голубой глобус с параллелями и меридианами, и страны: Маньчжоу-Го (жёлтым цветом), Монголия (синим, на ней написано старомонгольским письмом слово «Монголия»), Япония (красным), Китай (зелёным). Над ним - 2 скрещенных флага Мэнцзяна, использовавшихся в 1936-1937 гг. Над ними — надпись китайскими иероглифами 第三次蒙古大會紀念章, что переводится как «3-й Великий совет Мэнцзяна».
На реверсе — надпись старомонгольским письмом, которая переводится как «733 год (1938); Памятная медаль 3-го Великого совета Мэнцзяна;  7 месяц, 1 день».
Ленты медали изготавливались из немуарового шёлка тёмно-синего цвета, ширина ленты 33 мм.
Наградной футляр выполнен из дерева, обклеенного искусственной кожей с ромбическим узором. На нём, золотыми старомонгольскими буквами написано название награды.